# Hlinik
Hlinik (słow. Hlina, Hlinský kopec) – zalesione wzgórze będące zakończeniem Kniaziowej Grani w słowackich Tatrach Zachodnich. Ma wysokość 1495 m i nie jest to szczyt, gdyż nie ma wierzchołka wznoszącego się ponad grań. Jego południowo-zachodnie i południowo-wschodnie stoki opadają do doliny Hliny. Spływający jej dnem Wielki Hliński Potok zatacza łuk wokół Hlinika. Stoki północno-wschodnie opadają do Doliny Cichej.
Hlinik jest niedostępny turystycznie. Dawniej jednak, w czasach pasterskich był dość znany. Były na nim i u jego podnóży polany, są jeszcze zarastające ich pozostałości. Jerzy Mieczysław Rytard napisał o nim książkę Koleba na Hliniku.